# Island
Island és un municipi francès, situat al departament del Yonne i a la regió de Borgonya - Franc Comtat. L'any 2007 tenia 218 habitants.

## Demografia

### Població
El 2007 la població de fet d'Island era de 218 persones. Hi havia 76 famílies, de les quals 20 eren unipersonals (8 homes vivint sols i 12 dones vivint soles), 20 parelles sense fills i 36 parelles amb fills.
La població ha evolucionat segons el següent gràfic:
Habitants censats

### Habitatges
El 2007 hi havia 120 habitatges, 76 eren l'habitatge principal de la família, 28 eren segones residències i 16 estaven desocupats. 119 eren cases i 1 era un apartament. Dels 76 habitatges principals, 69 estaven ocupats pels seus propietaris, 6 estaven llogats i ocupats pels llogaters i 1 estava cedit a títol gratuït; 1 tenia una cambra, 7 en tenien dues, 9 en tenien tres, 16 en tenien quatre i 43 en tenien cinc o més. 60 habitatges disposaven pel capbaix d'una plaça de pàrquing. A 29 habitatges hi havia un automòbil i a 41 n'hi havia dos o més.

### Piràmide de població
La piràmide de població per edats i sexe el 2009 era:
| Homes | Edats   | Dones |
| ----- | ------- | ----- |
| 0     | 95 o +  | 0     |
| 0     | 90 a 94 | 0     |
| 0     | 85 a 89 | 4     |
| 4     | 80 a 84 | 0     |
| 0     | 75 a 79 | 4     |
| 8     | 70 a 74 | 0     |
| 4     | 65 a 69 | 4     |
| 0     | 60 a 64 | 8     |
| 4     | 55 a 59 | 0     |
| 4     | 50 a 54 | 8     |
| 4     | 45 a 49 | 0     |
| 0     | 40 a 44 | 8     |
| 20    | 35 a 39 | 16    |
| 8     | 30 a 34 | 16    |
| 0     | 25 a 29 | 0     |
| 0     | 20 a 24 | 0     |
| 8     | 15 a 19 | 16    |
| 8     | 10 a 14 | 12    |
| 8     | 5 a 9   | 20    |
| 4     | 0 a 4   | 0     |

## Economia
El 2007 la població en edat de treballar era de 124 persones, 94 eren actives i 30 eren inactives. De les 94 persones actives 84 estaven ocupades (49 homes i 35 dones) i 10 estaven aturades (3 homes i 7 dones). De les 30 persones inactives 5 estaven jubilades, 10 estaven estudiant i 15 estaven classificades com a «altres inactius».

### Ingressos
El 2009 a Island hi havia 79 unitats fiscals que integraven 211 persones, la mediana anual d'ingressos fiscals per persona era de 16.185 €.

### Activitats econòmiques
Dels 8 establiments que hi havia el 2007, 1 era d'una empresa extractiva, 1 d'una empresa de fabricació d'altres productes industrials, 3 d'empreses de construcció, 1 d'una empresa de transport, 1 d'una empresa d'hostatgeria i restauració i 1 d'una empresa de serveis.
Els 2 serveis als particulars que hi havia el 2009 eren paletes.
L'any 2000 a Island hi havia 8 explotacions agrícoles.

## Poblacions més properes
El següent diagrama mostra les poblacions més properes.